# Académie d'homme (Matisse)
Pour les articles homonymes, voir Académie d'homme.
Académie d'homme est un tableau du peintre français Henri Matisse réalisé vers 1900-1901. Cette huile sur toile représente un homme debout entièrement nu, la tête légèrement levée vers le haut. Achetée par la ville de Marseille en vente publique le 20 mars 1990, l'œuvre est conservée au musée Cantini.